# Промышленность Грузии
Промышленность Грузии — совокупность отраслей добывающей и обрабатывающей промышленности. В настоящее время большинство промышленных предприятий Грузии либо простаивают, либо загружены частично (их потенциал используется примерно на 20 %).
Важнейшими отраслями промышленности Грузии являются: пищевая и лёгкая промышленность, чёрная и цветная металлургия.
Общее число занятых в промышленности — 85,7 тыс. человек, в том числе в добыче полезных ископаемых — 4,3 тыс. человек, обрабатывающей промышленности — 58,8 тыс. человек, электроэнерго-, газо- и водоснабжении — 22,6 тыс. человек (2008 г.).

## История

### В составе СССР
В советское время Грузия имела развитую промышленность, специализируясь производстве продовольствия, чугуна, угля, стальных труб, нефтепродуктов, удобрений, станков, локомотивов, сборке самолётов. Ведущими отраслями промышленности Грузии были электроэнергетика, топливная, чёрная металлургия, машиностроение, химическая, лёгкая, пищевкусовая.
В 1990 году на долю промышленности приходилось 27 % занятых.

### После 1991 года
В 1992 году объём грузинского промышленного производства сократился на 40 %. К 1998 году объём промышленной продукции в Грузии составлял 16 % от уровня 1990 года.
Доля промышленности в ВВП Грузии сократилась в 1990—2005 гг. с 22,9 % до 12,1 %.
В 2005 г. объём промышленного производства по сравнению с 2004 г. вырос на 16,4 % и составил 2,0 млрд лари ($1,1 млрд). Основной рост промышленности в последние годы обеспечивается за счёт пищевой промышленности, добычи металлических руд (в основном марганцевых), а также производства металлических и неметаллических изделий. Суммарная доля этих отраслей в структуре промышленного производства (без энергетики) в 2005 году составляла 76 %.
В I полугодии 2006 г. объём промышленного производства равнялся 658 млн лари ($382,6 млн). В соответствии с национальной статистической классификацией видов экономической деятельности, в указанный период темпы роста отдельных отраслей грузинской промышленности составили: горной и добывающей — 109,8 %, обрабатывающей — 123,8 %, электроэнерго-, газо- и водоснабжение — 102,4 %.
Объём промышленного производства в 2007 году составил 2,3 млрд долл.
По итогам 2009 года промышленное производство Грузии упало на 8,5 %.

## Добыча металлической руды и металлургия
В 2005 году доля производства металла в промышленном производстве Грузии составляла 9,8 %, доля добычи металлической руды — 4,06 %.
Компания «Чиатурмарганец» осуществляет добычу и первичную переработку марганцевой руды с Чиатурского марганцевого месторождения, является одним из крупнейших в мире производителей марганцевых концентратов. В 2004 году компания произвела 150 тыс. тонн марганцевого концентрата. Основным потребителем продукции «Чиатурмарганца» является Зестафонский завод ферросплавов.
Зестафонский завод ферросплавов — крупнейший производитель ферросплавов и крупнейший экспортёр в Грузии. Ферросплавы являются главным товаром грузинского экспорта, их доля в экспорте — около 17 %.
Горно-обогатительный комбинат «Маднеули» осуществляет добычу полиметаллических руд с Маднеульского месторождения (объём добычи руды из него — более 2 млн тонн в год), а также производит золото-медный концентрат, его продукция составляет значительную часть экспорта Грузии. Комбинат контролируется российской финансово-промышленной группой «Промышленные инвесторы».
В Рустави действует металлургический комбинат, производящий трубы и прокат чёрных металлов.
Число занятых в добыче металлической руды — 1,6 тыс. человек, в металлургическом производстве — 9,7 тыс. человек (2008 г.).

## Машиностроение
Объёмы выпуска машиностроительной продукции в Грузии невелики (в 2005 году доля производства машин и оборудования в промышленном производстве Грузии составляла 0,62 %).
Число занятых в производстве машин и оборудования — 1,1 тыс. человек, в производстве электрических машин — 0,5 тыс. человек, в производстве транспортных средств и оборудования — 3,7 тыс. человек (2008 г.).
В Грузии производятся электровозы, автомобили, станки (в Тбилиси, Кутаиси, Батуми).
Кутаисский автомобильный завод после распада СССР практически прекратил производство.

## Химическая промышленность
Крупнейшее предприятие химической промышленности Грузии — комбинат «Азот» в Рустави, начавший работу в 1955 году. На нём производятся азотные удобрения, химволокна, лакокрасочные изделия и т. п. Это единственное такое предприятие на Кавказе.
В 2005 году доля химической продукции в промышленном производстве Грузии составляла 5,75 %.
Число занятых в химическом производстве — 5,0 тыс. человек (2008 г.).

## Промышленность строительных материалов
В Грузии на базе местных ресурсов производятся цемент, силикатный кирпич и другие стройматериалы.
В 2007 году объём экспорта цемента составил $64 млн против $28,8 млн в 2006 году. В 2009 году Грузия экспортировала 279 тыс. тонн цемента на сумму $22,4 млн.

## Пищевая промышленность
Пищевая промышленность Грузии базируется в основном на переработке сельхозсырья.
Осуществляется производство вин и коньяков, табачных изделий, овощных и фруктовых консервов, минеральных вод, сбор чая, лесных орехов, эфиромасличных культур.
Доля производства продовольственных продуктов и напитков в промышленном производстве Грузии составляла (2005) 36,1 %. Число занятых в производстве пищевых продуктов — 18,9 тыс. человек (2008).
Пивная промышленность Грузии начала развиваться после обретения независимости страной. В 2021 году в стране насчитывалось около 20 промышленных пивоварен. Самые крупные среди них: «Натахтари» , «Казбеги» ,«Кастел-Сакартвело» и «Зедазени».

## Лёгкая промышленность
В Грузии функционируют шёлковое, шерстяное, хлопчатобумажное, обувное, трикотажное, швейное производства.
Число занятых в производстве текстиля — около 100 000 человек (2008). Объёмы производства в лёгкой промышленности Грузии, по сравнению с советским периодом, резко сократились (с примерно 20 % ВВП в середине 1980-х годов до 0,4 % ВВП в начале 2000-х).

## Топливно-энергетический комплекс
Грузия импортирует почти 100 % потребляемых нефтепродуктов, 80-90 % этого импорта приходится на Азербайджан.
В декабре 2006 года президент Грузии Михаил Саакашвили заявил, что основным поставщиком природного газа в Грузию будет Азербайджан По итогам 2007 года, Россия поставила Грузии 1,15 млрд кубометров природного газа (66 % потребления Грузии), Азербайджан — 550 млн кубометров.

### Электроэнергетика
Основой электроэнергетики Грузии являются три тепловые и шесть гидравлических электростанций. Свыше 80 % электроэнергии в Грузии вырабатывается на гидроэлектростанциях. Энергосистемы Грузии и Азербайджана работают в параллельном режиме.
Собственная электроэнергетическая база Грузии (Тбилисская ГРЭС, гидроэлектростанции на реках Ингури, Риони, Храми, Абаша и других) полностью покрывает потребности страны в электроэнергии. В 2007 году производство электроэнергии составило 8,34 млрд кВт*ч, а потребление 8,15 млрд кВт*ч.
Крупнейший гидроэнергетический комплекс расположен на реке Ингури, в каскад входит крупнейшая на Кавказе Ингурская ГЭС мощностью 1300 МВт и каскад Перепадных ГЭС мощностью 340 МВт, кроме того в советское время было начато строительство Худонской ГЭС мощностью 700 МВт. Эксплуатация Ингурской ГЭС сопряжена с определенными трудностями в силу того, что часть комплекса находится под контролем Абхазии с начала 1990-х.
На реке Риони построены Варцихский каскад из четырёх ГЭС (178 МВт), Ладжанурская ГЭС (112 МВт), Гуматские ГЭС (66,5 МВт) и Риони ГЭС (48 МВт), с советского времени существует проект Намахвани ГЭС (480 МВт). На реке Арагви построена Жинвальская ГЭС (130 МВт), на реке Храми Храми ГЭС-1 (113 МВт) и Храми ГЭС-2 (110 МВт), на реке Ткибули Ткибули ГЭС (80 МВт).
Российская компания «Интер РАО ЕЭС» контролирует около 20 % генерирующих мощностей Грузии, а также владеет 75 % акций АО «Тэласи» (крупнейшего дистрибьютора электроэнергии в Грузии).
Грузия экспортирует и импортирует электроэнергию. Между Россией и Грузией подписано соглашение о взаимном обмене электроэнергией, согласно которому в осенне-зимний период Грузия получает энергию из России, а весной и летом возвращает потреблённый объём.
В 1989—2003 гг. производство и потребление электроэнергии в Грузии упало примерно в два раза в связи с закрытием заводов и сокращением промышленного энергопотребления. В 2005 году энергопотребление Грузии составило 8,3 млрд кВт*ч, из которых импортировалось из России 1,2 млрд кВт*ч. Экспорт электроэнергии за 2007 год составил 628 млн кВт*ч, импорт — 430 млн кВт*ч.
С середины ноября 2008 по февраль 2009 года Грузия импортировала электроэнергию из России. В феврале 2009 года благодаря поднятию уровня водохранилищ в Грузии импорт электроэнергии был прекращён и начат её экспорт в Россию. По данным 16 февраля 2009 года, суточная выработка электроэнергии в Грузии составила 22,95 млн кВт·ч, из которых 2,41 млн кВт·ч было экспортировано в Россию. В мае 2009 года был начат экспорт электроэнергии из Грузии в Турцию. В конце лета 2009 экспорт электроэнергии был прекращён в Россию, а в начале сентября — и в Турцию. По данным на 3 сентября 2009 производство электроэнергии в Грузии составило 17,8 млн кВт.ч, потребление — 19,8 млн кВт.ч.
По итогам 2008 года, из Грузии было экспортировано 680 млн кВт*ч электроэнергии (в том числе 216 млн кВт*ч в Турцию), импортировано 758 млн кВт*ч (в том числе 669 млн кВт*ч из России). По итогам 2009 года, из Грузии было экспортировано 579 млн кВт*ч электроэнергии (в том числе 182 млн кВт*ч в Турцию), импортировано 379 млн кВт*ч (в том числе 348 млн кВт*ч из России).